# Вулиця Єлизавети Чавдар
Ву́лиця Єлизаве́ти Чавда́р — вулиця в Дарницькому районі міста Києва, житловий масив Осокорки. Пролягає від проспекту Миколи Бажана до вулиці Бориса Гмирі.
Прилучаються вулиці Григорія Ващенка та Софії Русової.

## Історія
Вулиця виникла на початку 2000-х років під назвою Нова. Сучасна назва на честь української співачки Єлизавети Чавдар — з 2009 року.